# 페르쇼가의 장남
페르쇼가의 장남(L'aine des Ferchaux, Magnet of Doom)은 프랑스, 이탈리아에서 제작된 장 피에르 멜빌 감독의 1963년 모험, 범죄, 드라마 영화이다. 쟝 뽈 벨몽도 등이 주연으로 출연하였다.

## 출연

### 주연
- 쟝 뽈 벨몽도
- 샤를 바넬

### 조연
- 미쉘 머시어
- 스테파니아 산드렐리
- 바바라 소머스